# Cathédrale de la Sainte-Trinité de Down
Cette  cathédrale n’est pas la seule cathédrale de la Sainte-Trinité.
La cathédrale de la Sainte-Trinité (The Cathedral Church of the Holy and Undivided Trinity) de Downpatrick est une cathédrale anglicane du Royaume-Uni, située en Irlande du Nord.

## Situation
Elle est située sur la colline Cathedral Hill qui domine la ville.

## Histoire
Le site est consacré depuis longtemps, une église déjà dédiée à la Sainte-Trinité étant attestée au XIIe siècle. En 1124, le futur saint Malachie d'Armagh devint évêque de Down, et se mit à réparer et agrandir la cathédrale. En 1177, Jean de Courcy, chevalier normand conquérant d’Ulster, amèna des moines bénédictins et expulsa les moines augustins placés ici par saint Malachie.
En 1220, l’édifice était en ruine, et fut en outre endommagé par un tremblement de terre en 1245. La cathédrale fut brûlée par Édouard Bruce en 1315, puis reconstruite à plusieurs reprises. En 1538, Leonard Grey (en), Lord lieutenant d'Irlande, transforma le couvent en écuries, puis un an après le rasa. La destruction de la cathédrale fut l’un des chefs d’accusation retenus contre lui lors de son exécution, en 1541. Durant encore deux siècles, la cathédrale fut en ruine.
En 1778, John Wesley (1703 † 1791), le fondateur du Méthodisme, visita et décrivit la ruine. Une tour ronde, à proximité de la cathédrale, fut abattue en 1790.

### Restauration
La cathédrale possède des éléments de l’abbatiale bénédictine de Down, du XIIIe siècle.
La restauration de la cathédrale ruinée au XIVe siècle fut lancée par une Loi du Parlement de 1790 débloquant 1 000 £ à cet effet. Le comte de Hillsborough fit don de 568 £ supplémentaires, ce à quoi s’ajouta une dîme rapportant 300 £ par an.
Le long chancel de la cathédrale du Moyen Âge fut réparé et transformé en un nefs à collatéraux, et le chœur de la nouvelle. Charles Lilly dirigea la restauration, mais celle-ci fut si draconienne que de nombreux détails du bâtiment originel disparûrent, car il visait la reproduction d’un effet d’ensemble médiéval. Les travaux furent achevés et la cathédrale prête à l’emploi en 1818. Un narthex et une tour en gothique perpendiculaire furent ajoutés à l’extrémité ouest en 1826.
Des croix des XIe, Xe et XIIe siècles sont préservées dans la cathédrale. L’édifice actuel est constitué en grande partie du chancel originel du XVe siècle, et du narthex et de la tour ajoutés. Il y eut une seconde grande restauration, entre 1985 et 1987, période durant laquelle la cathédrale fut fermée.

## Aujourd’hui
Elle abrite une cuve baptismale en granit du XIe siècle, découverte en 1927 alors qu’elle était utilisée comme abreuvoir et installée dans la cathédrale en 1931. La cathédrale revendique être le lieu d’inhumation de saint Patrick, mort vers 461 mais ce lieu de sépulture est rejeté par la plupart des spécialistes. Toutefois, une pierre tombale gravée (en granit de Mourne) est placée en 1900 dans le cimetière situé à proximité de la cathédrale afin de dissuader les visiteurs d'emporter chez eux une poignée de terre.
À l’extérieur, à l’extrémité est de la cathédrale, se dresse une haute croix de granit, datant du Xe ou du XIe siècle ; elle était dressée au centre de Downpatrick, mais a été déplacée là en 1897.

## Illustrations

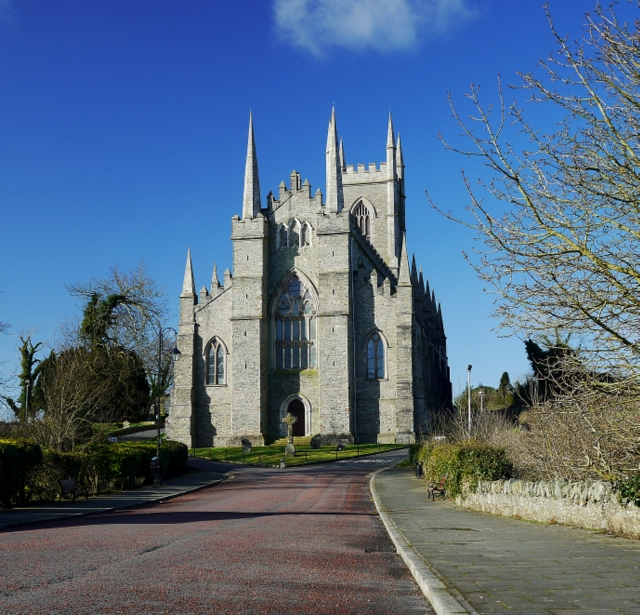
Façade est de la cathédrale
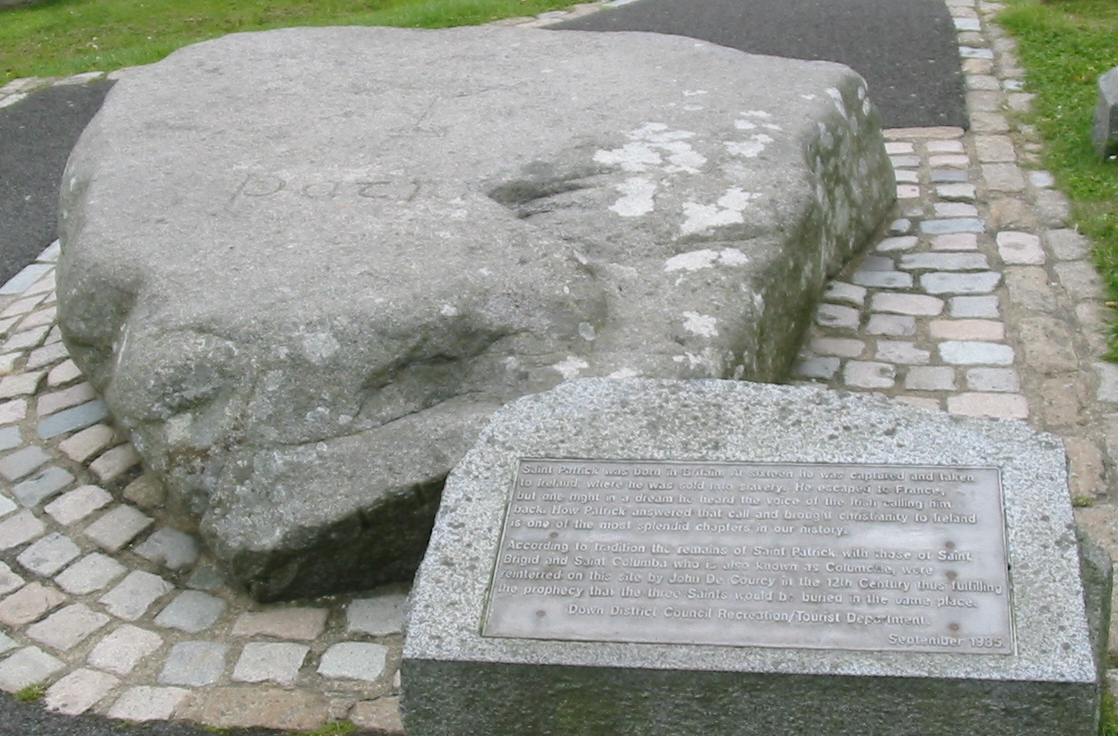
La pierre tombale présumée de saint Patrick
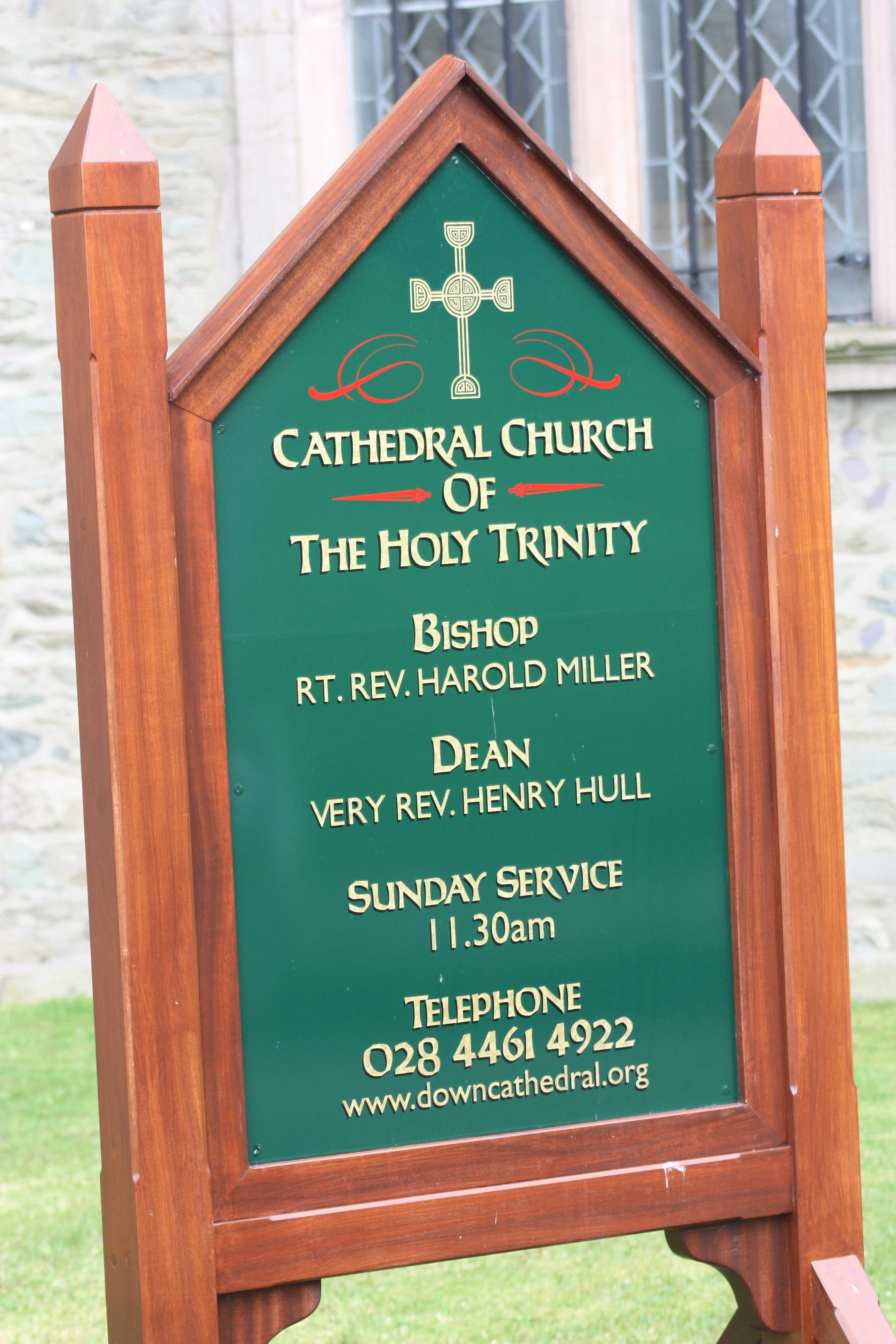
Services de la cathédrale

## Sources
- (en) Cet article est partiellement ou en totalité issu de l’article de Wikipédia en anglais intitulé « Down Cathedral » (voir la liste des auteurs).
- Site officiel de la cathédrale